# Beringen FC
Koninklijke Beringen Football Club – belgijski klub piłkarski z siedzibą w Beringen. Klub działał w latach 1924–2002.

## Historia
Klub Koninklijke Beringen Football Club został założony w 1924 jako Cercle Sportif Kleine Heide. W 1925 zmienił nazwę na Beeringen FC. W 1944 wygrał rozgrywki trzeciej ligi i awansował do drugiej. W 1947 klub po raz kolejny zmienił nazwę na Beringen FC. W 1950 Beringen wygrał rozgrywki drugiej ligi i awansował do pierwszej ligi. Pobyt w pierwszej lidze trwał tylko sezon i po zajęciu przez Beringen 15 miejsca klub został zdegradowany. Również kolejny pobyt w pierwszej lidze trwał tylko sezon w latach 1952-53. w 1952 zmienił nazwę na Koninklijke Beeringen Football Club. W 1955 Beringen po raz trzeci awansował do belgijskiej ekstraklasy i występował w niej przez dwa sezony. Tak samo było w latach 1958–1960.
W 1962 klub po raz kolejny awansował do pierwszej ligi i występował w niej do 1970. W sezonie 1963-1964 klub osiągnął swój największy sukces w historii w postaci wicemistrzostwa Belgii. W 1972 klub wrócił do nazwy Koninklijke Beringen Football Club i powrócił do belgijskiej ekstraklasy, w której występował do 1982. Ostatni raz Beringen w pierwszej lidze występował w latach 1983-84. Ogółem w latach 1950–1984 Beringen występował w lidze belgijskiej przez 25 sezonów, rozgrywając w niej 792  mecze, z których 220 wygrał, 201 zremisował a 371 przegrał, strzelając przy tym 926 bramek i tracąc ich 1337.
W późniejszych latach nastąpił powolny upadek klubu w postaci spadków do trzeciej w 1988 i czwartej ligi w 1995. W czwartej lidze klub występował do swojej likwidacji w 2002, kiedy to połączył się z KVV Beringen. Nowy klub 1 lipca 2005 klub połączył się z Heusden-Zolder KSK tworząc K. Beringen-Heusden-Zolder, który w 2006 został zlikwidowany.

## Sukcesy
- wicemistrzostwo Belgii: 1964[1].
- mistrzostwo Tweede klasse (3): 1950, 1952, 1958.
- mistrzostwo Derde klasse: 1944.

## Znani piłkarze w klubie
| - Alfons Peeters - Wilfried van Moer - Nico Claesen - Jos Heyligen | - Julien Cools - Léon Dolmans - Walter De Greef |

## Trenerzy
- Kees Rijvers (1980-1981)

## Sezony wEerste klasse
| Sezon     | Uzyskane Miejsce |
| --------- | ---------------- |
| 1950-1951 | 15 (spadek)      |
| 1952-1953 | 16 (spadek)      |
| 1955-1956 | 13               |
| 1956-1957 | 15 (spadek)      |
| 1958-1959 | 12               |
| 1959-1960 | 16 (spadek)      |
| 1962-1963 | 13               |
| 1963-1964 | 2                |
| 1964-1965 | 8                |
| 1965-1966 | 14               |
| 1966-1967 | 11               |
| 1967-1968 | 12               |
| 1968-1969 | 9                |
| 1969-1970 | 15 (spadek)      |
| 1972-1973 | 12               |
| 1973-1974 | 11               |
| 1974-1975 | 13               |
| 1975-1976 | 17               |
| 1976-1977 | 14               |
| 1977-1978 | 10               |
| 1978-1979 | 13               |
| 1979-1980 | 15               |
| 1980-1981 | 17               |
| 1981-1982 | 17 (spadek)      |
| 1983-1984 | 18 (spadek)      |